# Luca Frigo
Luca Frigo (Moncalieri, 30 maggio 1993) è un hockeista su ghiaccio italiano, milita come attaccante nell'Hockey Club Bolzano, squadra della ICE Hockey League, e nella Nazionale italiana.

## Biografia
Nato a Moncalieri ma cresciuto a Luserna San Giovanni, proviene da una famiglia di hockeisti su ghiaccio: il padre fu giocatore, così come giocatrice è la sorella minore Eleonora.

## Carriera

### Club
Frigo iniziò a giocare ad hockey nelle giovanili dell'HC Valpellice, ed entrò a far parte della prima squadra appena sedicenne, a partire dalla stagione 2009-2010. Eccettuati alcuni incontri con i farm team, rimase con il Valpellice nelle successive tre stagioni, raccogliendo 124 presenze in massima serie.
Nel 2012 superò il provino con gli Omaha Lancers, nel campionato giovanile United States Hockey League, entrando a far parte della squadra per le due stagioni successive e raggiungendo contestualmente un accordo con la squadra della Minnesota State University, Mankato.
Tuttavia a causa dei trascorsi in Italia Frigo non sarebbe stato convocabile in NCAA, e per questo motivo nell'estate del 2014 fece ritorno nella Serie A italiana con l'HC Valpellice.
Nell'estate del 2015 tentò l'esperienza nella terza divisione svedese con il Kallinge-Ronneby IF. Dopo un anno fece ritorno in Italia firmando per l'HC Bolzano, squadra iscritta alla lega mitteleuropea EBEL. Con la maglia degli altoatesini vinse la EBEL 2017-2018, siglando la rete che valse il successo del Bolzano nella finale playoff contro il Salisburgo.
Nelle successive stagioni rinnovò di anno in anno il suo contratto coi biancorossi, diventando un punto di riferimento della squadra, tantoché nel 2022-2023 disputò la sua settima annata con la maglia dei Foxes.

### Nazionale
Frigo giocò nelle formazioni giovanili U18 e U20 della Nazionale italiana vincendo nel 2010 il mondiale di Seconda Divisione U18, giocato in Estonia.
Nel 2013 partecipò alle Universiadi del Trentino, chiuse al sesto posto.  L'esordio ufficiale con la Nazionale maggiore avvenne nel dicembre 2014 in un match amichevole perso 4-1 contro la Polonia.
Nel 2015 disputò il Mondiale di Prima Divisione in Polonia.
Nel febbraio 2016 vinse con il Blue Team il torneo preolimpico disputatosi a Cortina d'Ampezzo. Nella primavera dello stesso anno partecipò al mondiale di Prima Divisione disputotosi in Polonia, in cui l'Italia riuscì a guadagnarsi la promozione in Top Division.
 In estate fu convocato per il torneo preolimpico in Norvegia, dovette però rinunciare alla partecipazione per un infortunio alla spalla.
Nel 2017 partecipò ai Mondiali in Germania.
L'anno seguente, visto il protrarsi dei playoff del Bolzano, dovette rinunciare ai Mondiali di Prima Divisione in Ungheria,  in cui l'Italia riuscì a riguadagnarsi l'accesso ai Mondiali di Gruppo A.
Nel 2019, a causa di un infortunio al ginocchio, fu escluso dalla lista dei convocati per il Mondiali Élite in Slovacchia,  dove la Nazionale italiana chiuse la rassegna iridata con un'insperata salvezza nell'ultima gara contro l'Austria.
A maggio 2021 partecipò ai Mondiali di Top Division in Lettonia, ricoprendo il ruolo di capitano alternativo. L'agosto seguente partecipò al torneo di qualificazione olimpica di Riga.
Nel 2022 disputò i Mondiali di Gruppo A di Helsinki, che si conclusero con la retrocessione degli Azzurri in Prima Divisione. L'anno successivo prese parte ai Mondiali di Iª Divisione - Gruppo A di Nottingham. Al termine della competizione, in cui l'Italia non riuscì a garantirsi la risalita in Gruppo A, venne premiato come uno dei tre migliori giocatori del Blue Team e ottenne il miglior Plus/Minus del torneo, in condivisione con il britannico Nathanael Halbert.

## Palmarès

### Club
- Campionato austriaco: 1

Bolzano: 2017-2018

### Nazionale
- Campionato mondiale di hockey su ghiaccio Under-18 - Seconda Divisione: 1

Estonia 2010

### Individuale
- EBEL Scorer of the Championship Winning Goal: 1

2017-2018
- Miglior Plus/Minus del Campionato mondiale di hockey su ghiaccio - Prima Divisione Gruppo A: 1

Gran Bretagna 2023 (+7)
- Top Player on Team del Campionato mondiale di hockey su ghiaccio - Prima Divisione Gruppo A: 2

Gran Bretagna 2023, Italia 2024